# Żytomierskie Zgrupowanie Partyzanckie
Żytomierskie Zgrupowanie Partyzanckie (zgrupowanie Saburowa, jednostka wojskowa nr 4404) – sowiecki oddział partyzancki, utworzony jako Grupa Zjednoczonych Partyzanckich Oddziałów Ukrainy decyzją KC KPU wiosną 1942.
W jego skład weszło 9 oddziałów, liczących ogółem 1720 partyzantów. Głównym oddziałem był oddział im. 24 rocznicy Armii Czerwonej (powstały 15 listopada 1941), oprócz niego Zgrupowanie Partyzanckie Oddziałów Partyzanckich Obwodu Tarnopolskiego im. N. Chruszczowa (dowódca Iwan Szytow), Żytomierskie Zgrupowanie Partyzantów im. N. Szczorsa (dowódca Nikołaj Taratuto), Zgrupowanie partyzanckie im. dr W. Michajłowa (dowódca Anton Oducha), Oddział „Za Rodinu” i na początku swojej działalności w 1943 Zgrupowanie Partyzanckie „Jeszcze Polska nie zginęła”.
Dowódcą zgrupowania był Aleksander Saburow, komisarzem Z. Bogatyr, szefem sztabu I. Borodaczew, szefem zwiadu Pietruszenko, szefem zaopatrzenia F. Kotorotczenko, szefem służby medycznej A. Fiodorow.
Przybycie Zgrupowania w jesieni 1942 przyczyniło się do zaktywizowania walk partyzanckich na Wołyniu. Zaraz po przybyciu, we współdziałaniu ze zgrupowaniami Kowpaka i Brinskiego, rozpoczęło się oczyszczanie terenu z administracji i garnizonów niemieckich. W dniach 4–6 grudnia 1942 stoczono bitwę o Słowieczno, na początku stycznia 1943 zajęto Stolin i Moroczno. W wyniku tych walk na wschód od rzek Horyń i Słucz, na styku obwodów żytomierskiego, rówieńskiego i pińskiego, stworzono „kraj partyzancki” wolny od niemieckiej władzy.
Wiosna 1943 zgrupowanie rozwinęło działalność na terenie obwodów rówieńskiego, wołyńskiego, żytomierskiego i kamieniec-podolskiego, na terenach zamieszkałych przez większy procent ludności polskiej. Zgrupowanie uzyskiwało znaczną pomoc od ludności polskiej, która brała udział w działaniach bojowych, przygotowywała kwatery i zapasy żywności oraz transport (podwody), dostarczała przewodników oraz informacji wywiadowczych, pełniła służbę w tworzonych wiejskich grupach samoobrony.

## Literatura
- Mieczysław Juchniewicz, Polacy w radzieckim ruchu partyzanckim 1941-1944, Warszawa 1973.